# Далтон, Хейден
Хэйден Мэттью Далтон (англ. Hayden Matthew Dalton; род. 20 июня 1996, Паркер, Колорадо) — американский профессиональный баскетболист, играющий на позиции тяжелого форварда.

## Ранние годы, начало карьеры
Хейден Далтон родился в городе Паркер в штате Колорадо, США.
Далтон из многодетной семьи, у него 6 братьев и сестер.
Сестра Хейдена, Николь, выступала за студенческую команду по волейболу Техасского университета.
В 2014-2015 г. Хейден выступал за команду колледжа Central Wyoming.
В 2015-2018 г. выступал за команду университета Вайоминга. После этого начал профессиональную карьеру.

## Профессиональная карьера
Хейден Далтон начал профессиональную карьеру в датском «Баккен Бирз» в сезоне 2018-2019.
С 2019 по 2021 г. выступал за чешский «Нимбурк». 
В следующие годы выступал за франзузский «Бурж», испанский «Сан-Пабло Бургос» и израильский «Хапоэль» из Холона.
С 2023 по 2024 г. выступал за «Самару» в Единой лиге ВТБ.
В 2024 г. «Самара» отпустила Далтона в екатеринбургский «Уралмаш».

## Достижения
- Чемпион Израиля: 2021/2022
- Обладатель Кубка России: 2024/2025